# Chirimoyo
Chirimoyo är en ort i Mexiko.   Den ligger i kommunen Tlacoapa och delstaten Guerrero, i den sydöstra delen av landet, 240 km söder om huvudstaden Mexico City. Chirimoyo ligger 1 837 meter över havet och antalet invånare är 190.
Terrängen runt Chirimoyo är kuperad österut, men västerut är den bergig. Terrängen runt Chirimoyo sluttar söderut. Runt Chirimoyo är det ganska glesbefolkat, med 22 invånare per kvadratkilometer. Närmaste större samhälle är Malinaltepec, 4,7 km öster om Chirimoyo. I omgivningarna runt Chirimoyo växer huvudsakligen savannskog.